# ألفرد بورن (لاعب كريكت)
ألفرد بورن (16 أبريل 1848 في المملكة المتحدة - 17 يوليو 1931) (بالإنجليزية: Alfred Bourne)‏ هو لاعب كريكت بريطاني.

## وصلات خارجية
- ألفرد بورن على موقع إي آس بي آن كريك إنفو (الإنجليزية)